# Acanthogorgia multispina
Acanthogorgia multispina är en korallart som beskrevs av Kükenthal och Gorzawsky 1908. Acanthogorgia multispina ingår i släktet Acanthogorgia och familjen Acanthogorgiidae. Inga underarter finns listade i Catalogue of Life.